# うきうきまあけっと
うきうきまぁけっとは、1985年から2004年まで千葉市などで開催されていたオールジャンル系の同人誌即売会である。
主催は、月刊全国版イベントカレンダー「イカ」を発行していたウキウキ・コンツェルンわっはっは（後にうきマ準備会に移行）が行っていた。
1985年8月25日、千葉県労働者福祉センターで第1回を開催した。開始当初は、「うきうき・マーケット」というイベント名でスタートしたが、1989年 より、名称を「うきうきまぁけっと」に変更した。会場は後に卸団地会館に移る。
開催ペースは、スタート当時は年三回程度で、80年後期からの同人誌ブームやそれに伴う参加サークル等の増加等により、90年代に入ると年十回程度となった。
イベントの規模としては98年3月22日開催の第91回頃がピークで、パンフレットによるとスペース数は417、直接参加サークル数は240、抽選漏れが158スペースとなっている。同人誌即売会としては小規模だが、長年にわたり地元のサークルを中心に親しまれていた。
しかし卸団地会館の立て替えに伴い新しい開催地の目星が付かず、2004年8月29日の開催（第168回）を最後に終了することとなった。予定では同年12月頃までイベントの開催予定はあったものの、会館が前倒しで利用できなくなり全て中止となった。